# Aquí llegan los Manfredi
Aquí llegan los Manfredi fue una telecomedia unitaria emitida por Canal 13 (Argentina) Los días domingos entre las 13 a 14 horas Entre los años 1980 Y 1982, protagonizada por Enzo Viena, Gilda Lousek, Arturo Bonín, Elena Sedova y Mirta Busnelli, con la participación de un joven Pablo Rago (Fabian) y de la cantante y actriz Mónica Posse y el debut en TV de Andrés Vicente (Cadorna), actor que luego siguió en otra famosa familia, La familia Benvenuto, Cebollitas y otros ciclos. Fueron primeros en audiencia en su horario.  producida por Jorge Palaz ( productor de programas como “Clave de Sol”, “Pelito”, “Crecer con Papá”, “María, María y María”, “Alta comedia (programa de televisión)”, “De la nuca”, entre otros), tenía una hora y media de duración, toda una película de largometraje

## Reparto
- Enzo Viena
- Gilda Lousek
- Elena Sedova
- Arturo Bonin
- Mirta Busnelli
- Mabel Landó
- Hugo Caprera
- Amalia Bernabé
- Pablo Rago
- Enrique Fava
- Guido Gorgatti
- Pochi Grey
- Nelly Lainez
- Mónica Posse
- Menchu Quesada
- Liliana Simoni
- Andrés Vicente

- Gino Renni

## Dirección
Jorge Palaz y Alfredo Galiñanes